# آرورا (هواپیما)
آرورا (انگلیسی: Aurora) هواپیمای شناسایی آمریکا است که شایعه ساخت آن از دههٔ ۱۹۸۰ میلادی شنیده شد. هیچ مدرک موثقی از ساخت یا پرواز آرورا وجود ندارد و آرورا یک افسانه نامیده شده‌است.

## تاریخچه

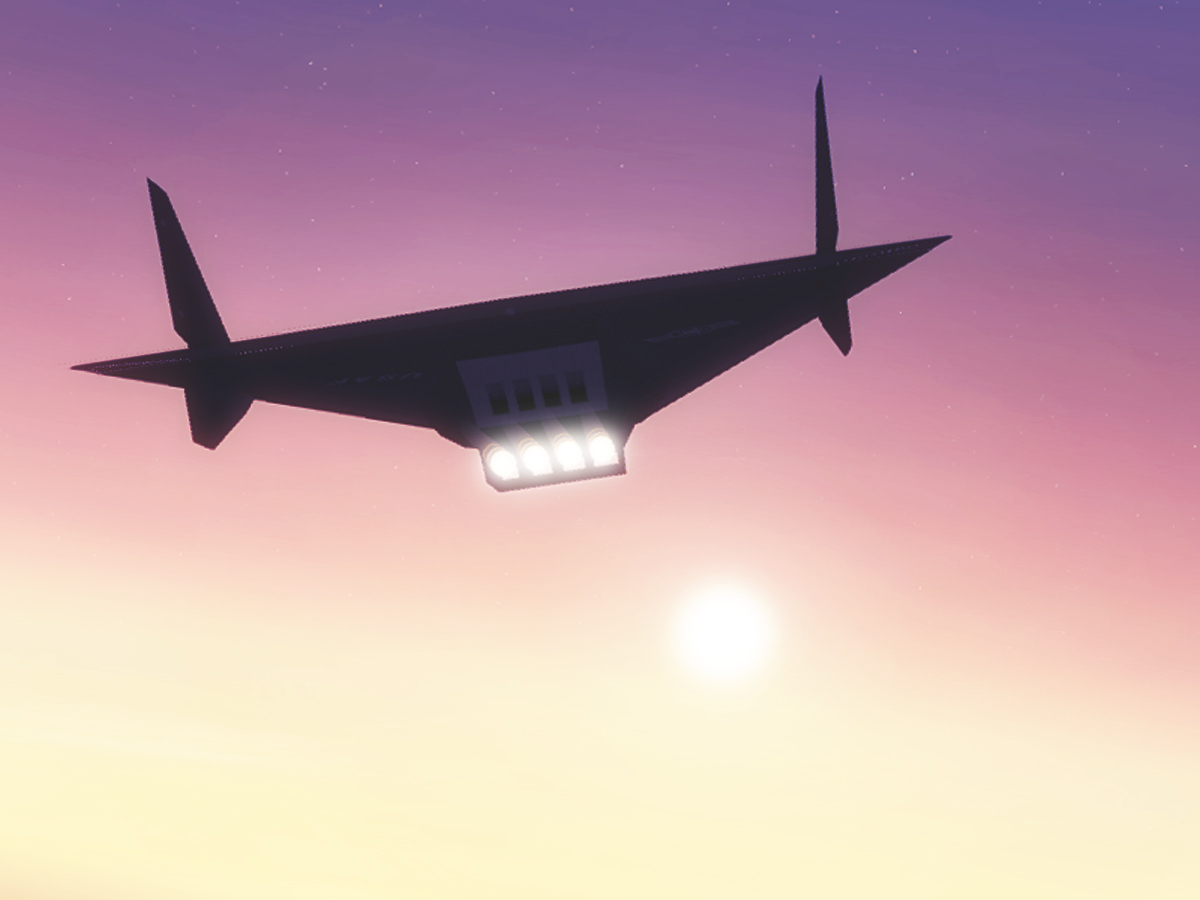
طرحی فرضی از پرواز آرورا

افسانه آرورا از مارس ۱۹۹۰ بر سر زبان‌ها افتاد، هنگامی که از قول مجله حمل و نقل هوایی و صنعت فضایی اعلام شد که اسم «آرورا» به صورت تصادفی در بودجه ۱۹۸۵ آمریکا به عنوان یک تخصیص ۴۵۵ میلیون دلاری برای «تولید هواپیمای سیاه» در سال مالی ۱۹۸۷ درج شده‌است. در هفته‌نامه حمل و نقل هوایی نوشته شده بود که پروژه آرورا به یک دسته از هواپیماهای عجیب و مدرن اشاره دارد، نه به یک مدل خاص. طبق اسناد سال ۱۹۸۶ که هفته‌نامه حمل و نقل هوایی آن‌ها را به‌دست آورده، ادعا شده بودجه این پروژه به ۲٫۳ میلیارد دلار در سال مالی ۱۹۸۷ می‌رسیده. در کتاب سال ۱۹۹۴ اسکانک ورکس، بن ریچ، رئیس سابق بخش اسکانک ورکز، لاکهید نوشت: آرورا، نام کد بودجه‌ای برای یک بمب‌افکن رادارگریز بود که منجر به تولید ب-۲ اسپیریت شد.

## شواهد

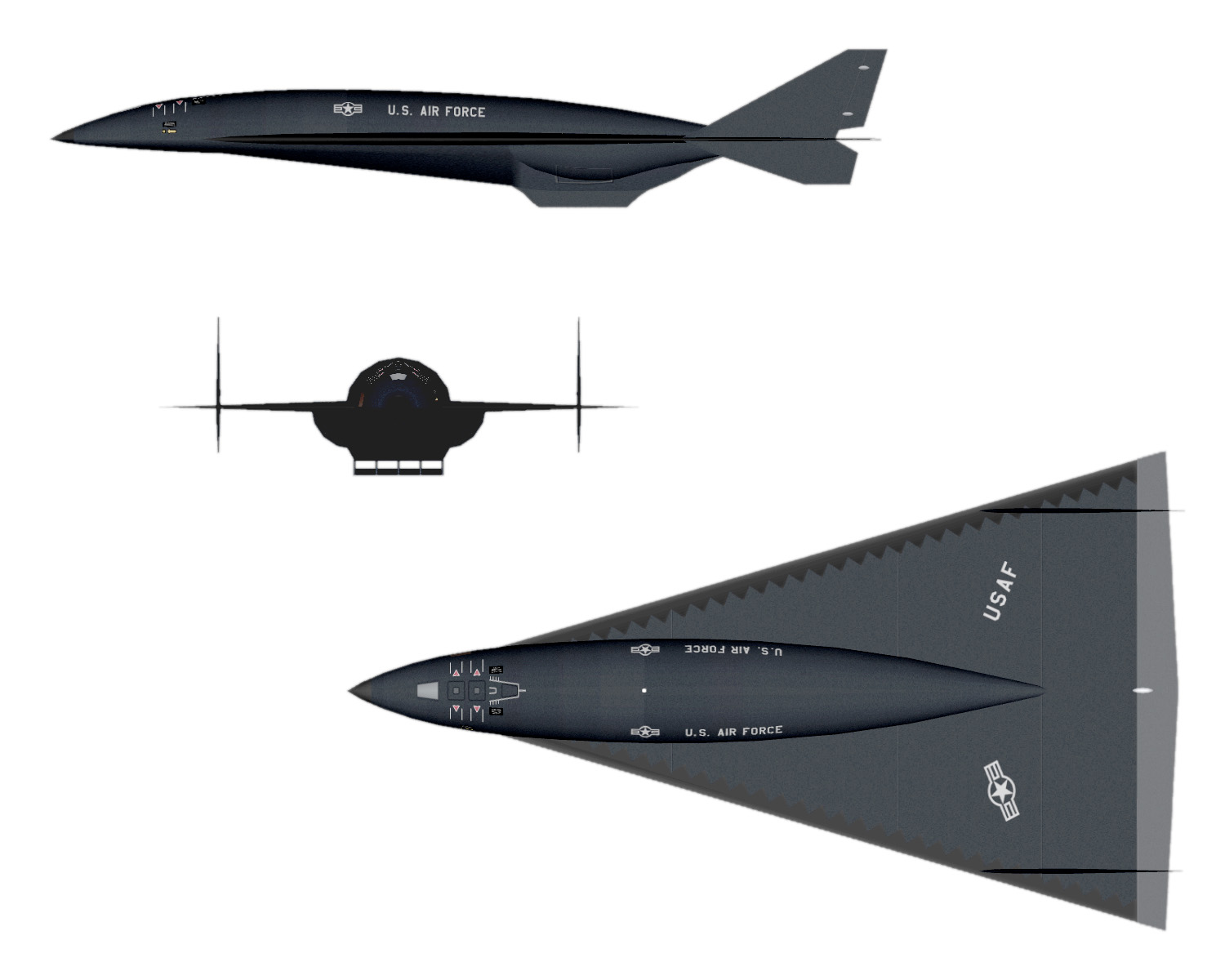
طرح سه نما

بسیاری از ناظران صنعت هوا فضا در اواخر ۱۹۸۰ میلادی، معتقد بودند که در حال حاضر، ایالات متحده توانایی تکنولوژیک برای ساخت هواپیمایی با سرعت ۵ ماخ جهت جایگزین نمودن با هواپیمای قدیمی لاکهید اس‌آر-۷۱ بلک‌برد را دارد. آزمایش‌های مفصل با هزینه بودجه دفاعی ایالات متحده باعث از بین رفتن منابع مالی یا به اصلاح سرازیر شدن در کانال پروژه‌های سیاه شده بود. در اواسط دهه ۱۹۹۰ میلادی، گزارش‌هایی مبنی بر مشاهده هواگردی با ظاهر عجیب و غیرمعمول در آسمان کالیفرنیا و انگلستان دریافت شده بود. بوم صوتی و ضمائم مرتبط که توسط ایالات متحده طرح شده بود باعث ایجاد یک چنین هواپیمای عجیبی شده بود. هیچ چیز این پرنده در ارتباط هر یک از این مشاهدات مربوط به هر برنامه‌های هوایی یا نوع خاصی هواپیما نبود، اما نام آرورا اغلب توضیح دهنده مشاهدات عجیب اعلام شده بود.

### ادعای رویت در بریتانیا
در اواخر ماه اوت سال ۱۹۸۹، یک مهندس در حال کار در گالوستون کی، در دریای شمال، بنام کریس گیبسون و فرد دیگری که همراه وی بود مشاهده خود را این‌طور توصیف کردند: یک هواپیمای ناآشنای دلتا شکل به صورت مثلث متساوی‌الساقین دیدم که ظاهراً در حال سوخت‌گیری از یک بوئینگ کی‌سی-۱۳۵ استراتوتانکر و همراه با یک جفت جنگنده-بمب‌افکن اف-۱۱۱ بود. گیبسون و دوستش برای چند دقیقه قادر به تماشای هواپیما شدند تا زمانی که از دید آن‌ها خارج شد. او متعاقباً طرحی از آنچه دیده بود کشید.